# Toon Disney
Toon Disney是華特迪士尼公司於1998年4月18日正式營運的有線24小時兒童電視頻道，該頻道於2009年2月13日停止營運。
2009年2月13日，美國版的Toon Disney在經過近11年的時間後關閉，並由迪士尼XD繼承，該公司已經開展了之前在Toon迪士尼上展出的一些項目。意大利頻道Toon Disney品牌的最終頻道於2011年關閉。

## 外部連結
- Beck, Jerry. . CartoonResearch.com. March 17, 2014  [2019-03-21]. （原始内容存档于2014-04-07）. - includes the Launch program for Toon Disney which has the first week's programming guide